# Ashley, North Dakota
Ashley är administrativ huvudort i McIntosh County i North Dakota. Orten har fått sitt namn efter Ashley E. Morrow som var verksam inom byggbranschen och bidrog till utbredningen av järnvägsnätet till trakten. Postkontoret i Ashley öppnades 1888. Enligt 2010 års folkräkning hade Ashley 749 invånare.